# Thomas Schmidheiny
Thomas Schmidheiny (nacido en 1945) es un empresario suizo, expresidente de Holcim, la fabricante de cemento. La revista Forbes lo enumera como la 527ma persona más rica del mundo a partir de 2016, cuando su patrimonio neto se estimó en U$D 4,1 mil millones.  

## Primeros años
Thomas Schmidheiny es el hijo de Max Schmidheiny (1908-1991). El imperio de materiales de construcción de la familia (ladrillos, cemento, etc.) se dividió en 1984, con Thomas heredando Holcim, la compañía de concreto y cemento y su hermano Stephan, también multimillonario, recibiendo la compañía de construcción Eternit.

## Carrera
Hasta 2003, Schmidheiny era el presidente de Holcim, uno de los principales fabricantes de cemento del mundo, fundado por su tío-abuelo en 1912. Schmidheiny renunció a su presidencia como parte de un acuerdo para resolver una investigación sobre uso de información privilegiada en España. Ha permanecido en la Junta Directiva desde entonces. Desde la fusión entre Holcim y Lafarge, Thomas Schmidheiny posee el 11.4% de la compañía Lafarge-Holcim y es el mayor accionista de la firma. 

## Educación
Schmidheiny tiene un doctorado de la Universidad de Tufts y una licenciatura del Politécnico de Zúrich.

## Honores
La Indian School of Business tiene una cátedra "Thomas Schmidheiny" de empresa familiar. A partir de 2012, el cargo fue ocupado por Kavil Ramachandran.

## Vida personal
Schmidheiny está casado y tiene cuatro hijos; es dueño de viñedos y bodegas en Argentina, Suiza y Estados Unidos, incluida su residencia en Klosters.   